# Pritchardia hillebrandii
Pritchardia hillebrandii es una especie de palmera endémica de Hawái. 

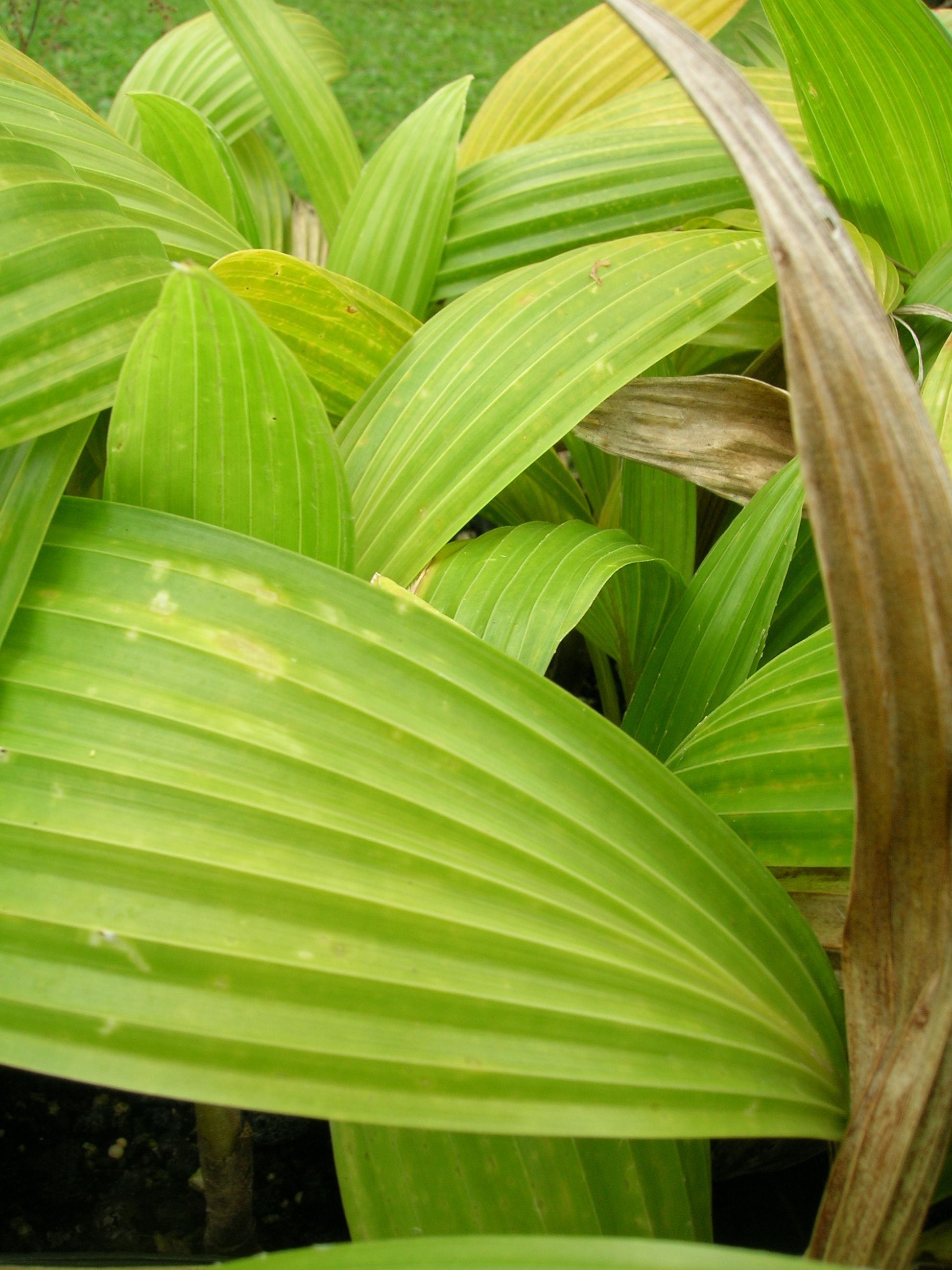
Detalle de la hoja

## Descripción
Es una palmera que alcanza un tamaño de 8 m de altura; con los márgenes proximales del pecíolo con sólo unas pocas fibras; las hojas fuertemente ondulaaos y con frecuencia de un aspecto bastante grueso, de manera visible ceroso-glaucas, verde grisáceas, rara vez casi blanco o claro,  segmento rígidos a caídos; inflorescencias compuestas de 1-5 panículas, menor o igual a los pecíolos en flor y fruto, panículas ramificadas en 3 órdenes; las frutas de 15-22 x 14 -19 mm, globosas, con frecuencia colgantes.

## Distribución y hábitat
Pritchardia hillebrandii se encuentra ahora restringida a los islotes rocosos de Huelo y Mokapa frente a la costa norte de Molokai, a 75-100 m de altitud. Tan recientemente como en la década de 1970, algunas plantas de Pritchardia hillebrandii también estaban en el fondo de los valles y al pie de los acantilados costeros a lo largo de la costa norte de Molokai aunque estos pueden haber sido cultivados porque estaban cerca o en los sitios de actividad humana. No obstante, ya no se encuentran, las ratas y cabras probablemente las han conducido a la extinción.

## Taxonomía
Pritchardia hillebrandii fue descrita por  Odoardo Beccari y publicado en Malesia 3: 292 1890.
Etimología
Ver: Pritchardia
Sinonimia
- Eupritchardia hillebrandtii (Becc.) Kuntze
- Pritchardia insignis Becc.
- Styloma hillebrandii (Becc.) O.F.Cook
- Styloma insignis (Becc.) O.F.Cook
- Washingtonia hillebrandii (Becc.) Kuntze[3][4]